# M2 (Warszawa Metro)
 For alternative betydninger, se M2. (Se også artikler, som begynder med M2)
M2 er den anden metrolinje i Warszawa. Den har i øjeblikket (pr. 2. oktober 2022) 18 stationer og en længde på 18 km. Den gennemsnitlige rejsetid er ca. 33 minutter. Linjen forbinder Bemowo station i vest og Bródno station i øst.

## Historie
I 1970'erne blev det planlagt, at Warszawas anden metrolinje skulle løbe på en øst-vestlig akse og forbinde bydelene Białołęka og Bemowo. I de følgende årtier blev disse planer kun justeret lidt. I 1992 var det planen, at M2-linjen skulle have 21 stationer. Den 24. november 2005 blev der vedtaget en beslutning om, at M2-linjen skulle bygges i flere etaper inden 2020. De største passagerstrømme blev forventet på strækningen fra Rondo Daszyńskiego til Dworzec Wileński-stationen. Der blev foretaget yderligere demografiske og økonomiske analyser i de følgende år.
Den 28. oktober 2009 blev der underskrevet en kontrakt om udformningen af den centrale del af strækningen (fra Rondo Daszyńskiego til Dworzec Wileński-stationen). Det var planen, at åbningen af den centrale del skulle efterfølges af en gradvis udvidelse mod øst og vest. I august 2010 blev det første forberedende arbejde til opførelsen af metroen påbegyndt. På det tidspunkt var det planen, at den centrale del af M2-linjen skulle åbne i oktober 2013, men i august 2012 blev byggepladsen til stationen Centrum Nauki Kopernik oversvømmet med flydende jord, hvilket standsede arbejdet i flere måneder. Efter denne begivenhed blev ibrugtagningsdatoen for den første del af metroen skubbet til den 14. december 2014, men heller ikke denne dato blev overholdt, og i stedet åbnede de første syv stationer på M2-linjen 8. marts 2015. Stationer, der åbnede den dag:
- Rondo Daszyńskiego
- Rondo ONZ
- Świętokrzyska
- Nowy Świat-Uniwersytet
- Centrum Nauki Kopernik
- Stadion Narodowy
- Dworzec Wileński

Efter åbningen af den centrale del af M2-linjen begyndte forberedelserne til udvidelsen mod øst. I 2016 begyndte opførelsen af yderligere tre stationer: Szwedzka, Targówek Mieszkaniowy og Trocka. Disse stationer åbnede for passagerer 15. september 2019. Den 4. april 2020 blev der åbnet tre stationer i den vestlige del - Płocka, Młynów og Księcia Janusza. Den 30. juni 2022 blev yderligere to stationer i den vestlige del - Ulrychów og Bemowo - åbnet, mens de sidste tre stationer i den østlige del - Zacisze, Kondratowicza og Bródno - åbnede 28. september 2022.

## Fremtidige planer
Der mangler stadig at blive bygget tre stationer på M2-linjen i den vestlige del - Lazurowa, Chrzanów og Karolin. Byggeriet skulle have været påbegyndt i 2021 og afsluttet i maj 2024, men der er i øjeblikket ikke noget arbejde i gang på denne strækning, så det synes umuligt at overholde fristen i 2024.